# پاترنا دل ریو
پاترنا دل ریو دهستانی در استان آلمریای اسپانیا است.
جمعيت اين دهستان در سال 2018 برابر با 362 نفر و مساحت این دهستان ۴۵ کیلومتر مربع مي‌باشد.